# 交流送電
交流送電（こうりゅうそうでん）とは、三相交流電力を変圧器などを使用して電圧変換し、送電する方法である。三相交流以外の交流を用いた場合は、交流送電とは呼ばれない。

## 長所
- 比較的に短距離である送電の場合に、直流送電に比べて（直流-交流変換設備が不要な分だけ）初期投資が安価である。
- 交流は事故時の遮断が直流に比べ容易である。
- 変圧器により簡単に電圧の変換が可能である。

## 短所
- 最大電圧が大きく、絶縁の強化が必要である。
- 導体利用率が直流より低く、電力あたりの電流が大きいため、電圧降下・電力損失が大きくなる。
- 交流ループが存在すると、瞬時の潮流調整が難しく、潮流の振動による大停電が起こることもある。
- 電線路の静電容量でフェランチ効果（電圧上昇）による障害が発生することがある。

## 構成要素
- 変圧器 :電圧の変換に不可欠である。
- 力率調整装置
- 電線路
- 制御装置